# Skaven
Skaven is een fictief ras uit het tabletopspel spel Warhammer van Games Workshop. Het gaat om een kwaadaardig soort ratachtigen dat onder het aardoppervlak in de wereld van Warhammer leeft. De tunnels van hun ondergrondse imperium reiken van Southlands tot aan de met sneeuw bedekte steppen van Kislev en van de westelijke grenzen van Estalia en Bretonnia tot aan de verloren koninkrijken van het Verre Oosten. 

## Samenleving
De hoofdstad van de Skaven is de geheimzinnige stad Skavenblight, die wordt verborgen in het centrum van de vuile moerassen tegen de westelijke grenzen van Tilea. Daar bevinden zich ook de machtige 'Lords of Decay, de Heren van Bederf, de meedogenloze heersers van alle Skaven. Hun politiek systeem wordt gekenmerkt door voortdurend verraad. 

### Clans
De maatschappij van de Skaven is gestructureerd in een aantal clans die constant met elkaar vechten voor de overheersing. Naast de clans die door Krijgsheer geleid worden, zijn er vier belangrijke die troepen leveren aan de horde Skaven. Dit zijn:
- Pestilens - De clan Pestilens, zoals de naam impliceert, poogt ziekte over de hele wereld uit te spreiden. Hun hoofdbasis hebben ze in het contingent Lustria.
- Eshin - De clan Eshin verdween vele eeuwen geleden uit de Skaven maatschappij van de Oude Wereld en werd als verloren beschouwd. Uiteindelijk keerden er echter leden van de groep naar Skavenblight terug, hoewel veel van hun gewoonten waren veranderd. Ze zijn nu de huurmoordenaars van de Skaven.
- Moulder - De leden van Moulder, de Vormdraaier zijn trainers van monsterlijke dieren.
- Skryre - De Clan Skryre is de meest experimenteel en intellectueel gevorderde groep Skaven. De leden van de Clan specialiseren zich in het mengen van kwade magische en mysterieuze technologie

Verder zijn ook nog kleinere clans zoals:
- Mors
- Volkn
- Morbidus
- Krizzor
- Rictus
- Skurvy
- Mordkin
- Septik
- Ektrik
- gritus
- Kreepus
- carrion
- Grutnik
- Scruten
- Treecherik
- feesik
- Skrapp
- Ferrik
- Vrrtkin

## Troepen
Van de vier grootste clans komen ook verschillende troepen;
Pestilens:
-Plague Furnace
-Verminlord Corruptor
-Plague Priest
-Censer bearers
-Plagueclaw
-Plague monks
Eshin:
-Verminlord Deceiver
-Assasin
-Gutter runners
-Night runners
Moulder:
-Packmaster
-Hell Pit Abomanation
-Rat ogres
-Giant rats
-Rat swarms
Skyre:
-Arch-warlock
-Warlock engineer
-Stormfiends
-Warplock jezzails
-Doomwheel
-Warp Lightning cannon
-Doom-flayer 
-Ratling gun
-Warp-grinder
-Acolytes
Verder heb zijn er bij elke clan Stormvermin en Clanrats

## Godsdienst
De godsdienst onder de skaven is voor hen allen hetzelfde.
De skaven geloven in The Great Horned Rat, ze geloven dat ze hem met warpstone kunnen oproepen.